# Deux Couverts (film)
Pour plus de détails, voir Fiche technique et Distribution.
Deux Couverts, ou parfois Les Deux Couverts, est un 
film français réalisé par Léonce Perret, sorti en 1935. Le film est l'adaptation de la pièce Deux Couverts de Sacha Guitry. Il a été tourné sur la scène du Théâtre-Français.

## Fiche technique
- Réalisation : Léonce Perret
- Scénario : Sacha Guitry, d'après sa pièce
- Producteur : Joseph de Maistre
- Pays d'origine :   France
- Format :  Noir et blanc - 1,37:1 - 35 mm - Son mono
- Genre : Comédie
- Durée : 38 minutes
- Date de sortie : 
  - France : 22 février 1935

## Distribution
- Léon Bernard : Monsieur Pelletier
- Marcel Le Marchand : le domestique
- Gabrielle Robinne : Madame Blandin
- Robert Scipion : Jacques Pelletier, le fils